# اعلامیه سنگاپور

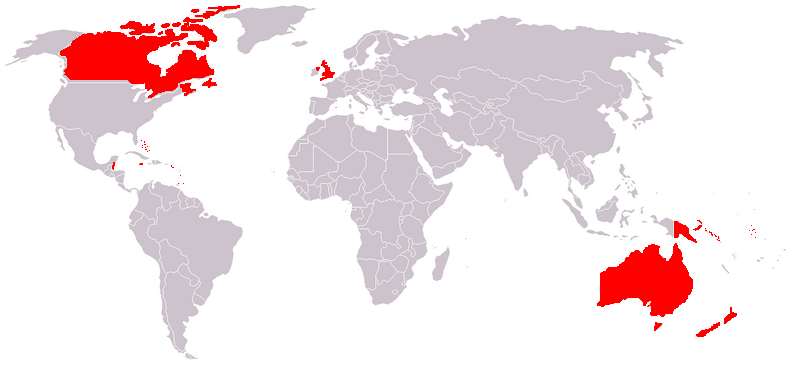
قلمرو کشورهای مشترک‌المنافع

مطابق اعلامیه سنگاپور در سال ۱۹۷۱ هیچ‌یک از دولت‌ها در اتحادیه کشورهای مشترک‌المنافع در عمل بیش از دیگر دولت‌ها سلطه بر امور ندارد بلکه هرکدام از این دولت‌ها به عنوان یکی از اعضای سیاسی این اتحادیه حضور دارد و به جای آن رابطه‌ای سازمانی و بین‌المللی میان این دولت‌ها وجود دارد که از طریق آن کشورها در زمینه‌های اجتماعی، سیاسی، و اقتصادی متنوع، برابر در نظر گرفته شده و در چارچوب ارزش‌ها و اهداف مشترک و مشخص در اعلامیه سنگاپور همکاری دارند. این ارزش‌ها و اهداف مشترک عبارتند از ارتقاء دموکراسی، حقوق بشر، حکمرانی خوب، حاکمیت قانون، آزادی مدنی، مساوات‌خواهی، تجارت آزاد، چندجانبه‌گرایی، و صلح جهانی است که از طریق پروژه‌های چند جانبه و جلساتی که شامل انجام بازی‌های اتحادیه کشورهای مشترک‌المنافع در هر چهار سال یک‌بار است، انجام می‌شود.